# Na drodze miłości
Na drodze miłości (hindi Ram Jaane / राम जाने) – indyjski film akcji i jednocześnie musical z 1995 roku w reżyserii Rajiva Mehry. W roli tytułowej wystąpił indyjski gwiazdor Shah Rukh Khan, któremu towarzyszyła Juhi Chawla.
Film jest indyjską adaptacją amerykańskiego filmu Aniołowie o brudnych twarzach (1938) z Humphrey Bogartem i Jamesem Cagneyem. Zdjęcia kręcono w Mumbaju.

## Obsada
- Shah Rukh Khan: Ram Jaane
- Vivek Mushran: Murli
- Juhi Chawla: Bela
- Tinu Anand: Sameer Sanwla
- Pankaj Kapoor

## Fabuła
Historia Ram Jaane (Shah Rukh Khan) rozpoczyna się na śmietniku. Nocą samochód przejeżdżający przez dzielnicę ubogich nagle się zatrzymuje. Ktoś wynosi z pojazdu niemowlę i wkłada je do śmietnika. Nikt nie wie, czyje to dziecko, kim są jego rodzice, dlaczego ktoś pozbył się go jak śmieci. Tylko Bóg zna jego los, stąd podrzutka nazwano Ram Jaane (Bóg wie). Rośnie on jako dziecko ulicy handlując papierosami, alkoholem, okradając pociągi. Towarzyszem jego eskapad jest Murli. Drugą pod względem ważności osobą w jego życiu staje się Bela (Juhi Chawla), dziewczyna, której chciałby zaimponować i z którą wciąż się droczy. Ich przyjaźń zostaje jednak wystawiona na próbę. Policja łapie Ram Jaane i trafia on na wiele lat do więzienia. Gdy po latach wraca do swojej dzielnicy odszukuje jedynych ludzi, z którymi łączy go przyjaźń. Przez lata samotności w więzieniu przyjaźń do Beli przerodziła się w miłość. Ma ona teraz wybierać między dwójką przyjaciół: między Murli, z którym łączy ją wspólna praca i pasja z jaką pomagają dzieciom ulicy, a zakochanym do szaleństwa Ram Jaane, który nauczył się zdobywać pieniądze na drodze przestępstwa. Sprawę komplikuje fakt, że Ram Jaane, pełen radości życia ale i wiecznego buntu, łamiący prawo i wyznający kult siły, imponuje wychowankom Murli i Beli, podważa w nich te wartości, które według ich opiekunów pomogłyby im się odnaleźć w społeczeństwie nie wybierając drogi przestępstwa.

## Twórcy filmu
- Reżyser: Rajiv Mehra
- Muzyka: Anu Malik – Baazigar (1993), Akele Hum Akele Tum (1995), China Gate (1998), Fiza (2000), Aśoka Wielki, (2001), Aks (2001), Jestem przy tobie (2004), Fida (2004), Jaaneman i Umrao Jaan z (2006)

## Nagrody
- Asian Paints Star Screen (1995) – najlepsza rola Ram Jaane: Shah Rukh Khan
- Screen Award – najlepsze dialogi

## Piosenki
1. "Ram Jaane Ram Jaane" – Alka Yagnik, Udit Narayan i Sonu Nigam
2. "Bum Chiki Chiki Bum" – Abhijeet i Udit Narayan
3. "Ala La La Long" – Udit Narayan
4. "Chori Chori O Gori" – Udit Narayan i Sadhana Sargam
5. "Phenk Hawa Mein Ek Chumma" – Abhijeet
6. "Pump Up The Bhangra" – Bali Brahmabhatt